# Jessica Parratto
Jessica Parratto (Dover, 26 de junio de 1994) es una deportista estadounidense que compite en saltos de plataforma.
Participó en los Juegos Olímpicos de Verano, obteniendo una medalla de plata en la prueba sincronizada (junto con Delaney Schnell) y el séptimo lugar en Río de Janeiro 2016, en la misma prueba. Ganó una medalla de bronce en el Campeonato Mundial de Natación de 2023, en la prueba de plataforma 10 m sincro.

## Palmarés internacional
| Juegos Olímpicos   | Juegos Olímpicos | Juegos Olímpicos  | Juegos Olímpicos       |
| Año                | Lugar            | Medalla           | Prueba                 |
| ------------------ | ---------------- | ----------------- | ---------------------- |
| 2020               | Tokio (Japón)    | Medalla de plata  | Plataforma 10 m sincro |
| Campeonato Mundial |                  |                   |                        |
| Año                | Lugar            | Medalla           | Prueba                 |
| 2023               | Fukuoka (Japón)  | Medalla de bronce | Plataforma 10 m sincro |